# Övrabogölen
Övrabogölen är en sjö i Boxholms kommun i Östergötland och ingår i Motala ströms huvudavrinningsområde.